# Losone
Losone is een gemeente en plaats in het Zwitserse kanton Ticino, en maakt deel uit van het district Locarno.
Losone telt 6305 inwoners.

## Geografie
Losone ligt aan de oever van de Maggia en de grenst aan Ascona en Locarno. De gemeente bestaat uit gehuchten Arcegno, San Giorgio, San Lorenzo en San Rocco.

## Wapenplaats
Voor vele Duitse Zwitsers is Losone omwille van haar in de Tweede Wereldoorlog gebouwde kazernes en wapenplaats gekend, waar vroeger grenadiers en vandaag de medische militairen van het Zwitserse leger worden opgeleid.

## Geboren
- Anais Maggetti (1960), golfer